# جیمز پو
جیمز پو (انگلیسی: James Poe؛ ۴ اکتبر ۱۹۲۱ – ۲۴ ژانویهٔ ۱۹۸۰) یک فیلم‌نامه‌نویس اهل ایالات متحده آمریکا بود.

## گزیده فیلم‌شناسی
- گربه روی شیروانی داغ (۱۹۵۸)
- دور دنیا در هشتاد روز (۱۹۵۶)
- زنبق‌های مزرعه (۱۹۶۳)
- شورش (۱۹۶۹)